# سای بزغاله
سای بزغاله یک ستاره است که در صورت فلکی بزغاله قرار دارد.